# Michikan Lake
Michikan Lake är en sjö i Kanada.   Den ligger i Kenora District och provinsen Ontario, i den sydöstra delen av landet, 1 400 km nordväst om huvudstaden Ottawa. Michikan Lake ligger 222 meter över havet. Arean är 10,6 kvadratkilometer. Den sträcker sig 4,5 kilometer i nord-sydlig riktning, och 6,4 kilometer i öst-västlig riktning.
Runt Michikan Lake är det mycket glesbefolkat, med 2 invånare per kvadratkilometer.